# Myhkyrä (ö i Norra Karelen, Joensuu, lat 62,64, long 28,80)
Myhkyrä är en ö i Finland. Den ligger i sjön Juojärvi och i kommunen Outokumpu i den ekonomiska regionen  Joensuu ekonomiska region  och landskapet Norra Karelen, i den sydöstra delen av landet, 300 km nordost om huvudstaden Helsingfors. Öns area är 10,4 hektar och dess största längd är 0,5 kilometer i öst-västlig riktning.